# Sofya Alekseevna

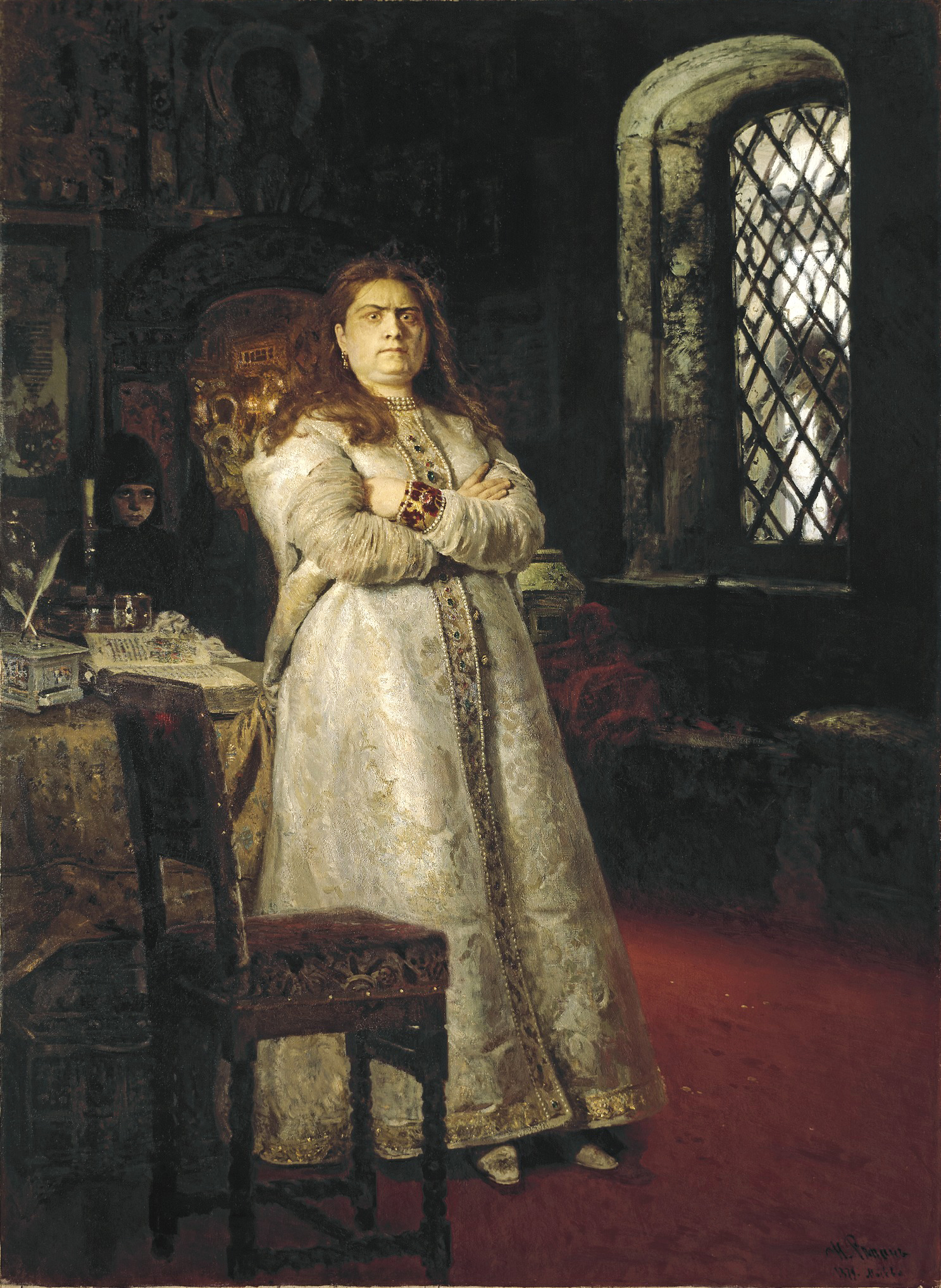
Sofia Alekseyevna tại Tu viện Novodevichy, do Ilya Yefimovich Repin vẽ.

Công chúa Sofia Alekseyevna hay Sophia Alekseyevna Romanova (tiếng Nga: Софья Алексеевна; 17 tháng 9 năm 1657 – 3 tháng 7 năm 1704) là con đầu lòng của Sa hoàng Aleksei I và Hoàng hậu Maria Ilyinichna Miloslavskaya (người vợ thứ nhất của Aleksei I), chị ruột của Sa hoàng Fyodor III và Sa hoàng Ivan V, chị cùng cha khác mẹ của Pyotr Đại đế, và làm Phụ chính nước Nga từ 1682–1689.